# سنجار كوفاتوف
سنجار كوفاتوف هو لاعب كرة قدم أوزبكي مواليد 1990/1/8 في أوزبكستان يلعب في نادي ناساف كارشي، يلعب في مركز حراسة المرمى.

## روابط خارجية
- سنجار كوفاتوف على موقع قاعدة بيانات كرة القدم.إي يو (الإنجليزية)
- سنجار كوفاتوف على موقع ناشيونال فوتبول تيمز (الإنجليزية)
- سنجار كوفاتوف على موقع Soccerway.com (الإنجليزية)
- سنجار كوفاتوف على موقع عالم كرة القدم.نت (الإنجليزية)